# Estação Aspudden
A Estação Aspudden é uma das estações do Metropolitano de Estocolmo, situada no condado sueco de Estocolmo, entre a Estação Örnsberg e a Estação Liljeholmen. Faz parte da Linha Vermelha.
Foi inaugurada em 5 de abril de 1964. Atende a localidade de Aspudden, situada na comuna de Estocolmo.

| Oeste ou norte                               |  |              |  | Leste ou Sul                                   |
| -------------------------------------------- |  | ------------ |  | ---------------------------------------------- |
| Örnsberg metro station (en) sentido Norsborg |  | Line 13 (en) |  | Liljeholmen sentido Ropsten metro station (en) |
| editar no Wikidata                           |  |              |  |                                                |